# ليستير هارفي
ليستير هارفي (بالإنجليزية: Lester Harvey)‏ هو لاعب اتحاد الرغبي نيوزيلندي، ولد في 14 أبريل 1919 في دنيدن في نيوزيلندا، وتوفي في 3 يونيو 1993 في Clyde, New Zealand ‏ في نيوزيلندا.